# Ножарово
Ножа́рово (болг. Ножарово) — село в Разградській області Болгарії. Входить до складу общини Самуїл.

## Населення
За даними перепису населення 2011 року у селі проживали 564 особи.
Національний склад населення села:
| Національність   | Кількість осіб | Відсоток |
| ---------------- | -------------- | -------- |
| турки            | 534            | 98,7%    |
| болгари          | 3              | 0,6%     |
| цигани           | 0              | 0%       |
| інша             | 0              | 0%       |
| не визначились   | 4              | 0,7%     |
| Всього відповіли | 541            |          |

Розподіл населення за віком у 2011 році:
Динаміка населення: